# Hôtel de ville de Vincennes
L'hôtel de ville de Vincennes est un monument qui héberge les bureaux du maire de Vincennes et de ses adjoints, le service des archives et sert également de lieu de réception.

## Localisation
L'édifice est situé au 53 bis rue de Fontenay à Vincennes dans le Val-de-Marne. 

## Description

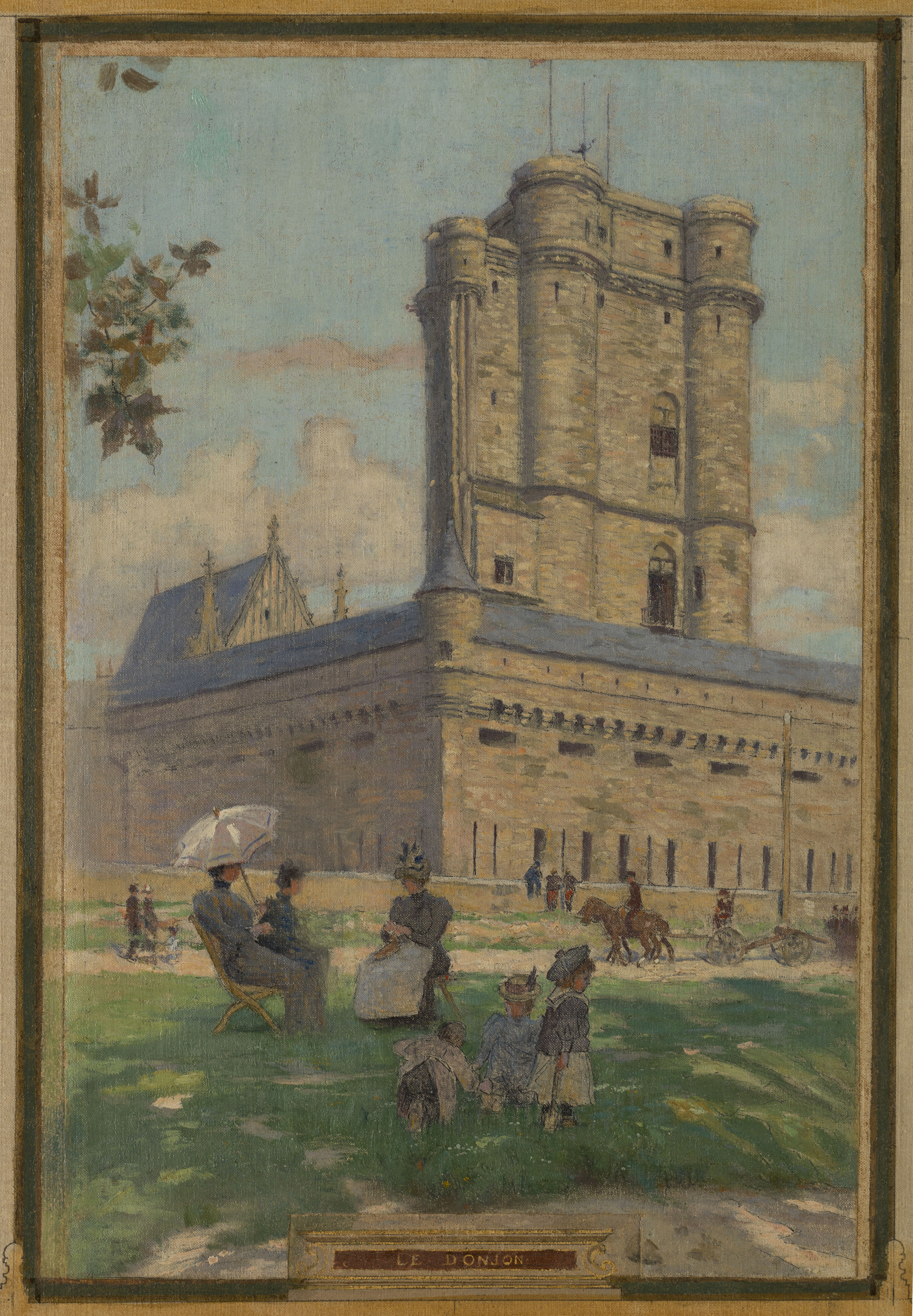
Esquisse réalisée en 1898.

La salle des mariages comporte des fresques peintes par Maurice Chabas en 1902 et classés monuments historiques en 1982. La façade sud est ornée de six tableaux évoquant l'histoire de Vincennes (le donjon, la porte du village, l'obélisque du bois, le polygone d'artillerie, la vallée de la Marne et l'hôtel de ville). La façade nord est ornée d'un décor mural de vingt-cinq mètres de long représentant le lac Daumesnil.

## Histoire
L'édifice est inscrit au titre des monuments historiques en 1999 et classé en 2000.